# بونپریس
بونپریس (انگلیسی: Bunnpris) شرکت خرده‌فروشی نروژی است، که در سال ۱۹۸۱ تأسیس شد.